# 聖母安息主教座堂 (特爾戈維什特)
聖母安息主教座堂是位於保加利亞城市特爾戈維什特的一座東正教的教堂。教堂是保加利亞民族復興運動中後期教堂建築的代表作。聖母安息主教座堂位於特爾戈維什特的舊城區。